# Speedbird
Speedbird là biểu tượng cách điệu của một con chim đang bay được thiết kế vào năm 1932 bởi Theyre Lee-Elliott như là biểu tượng của công ty cho Imperial Airways. Nó trở thành một thiết kế cổ điển  và được sử dụng bởi hãng hàng không và những người kế nhiệm của nó - British Overseas Airways Corporation và British Airways - trong 52 năm. Thuật ngữ "Speedbird" vẫn là dấu hiệu cuộc gọi cho British Airways.

## Lịch sử

### Hãng hàng không hoàng gia

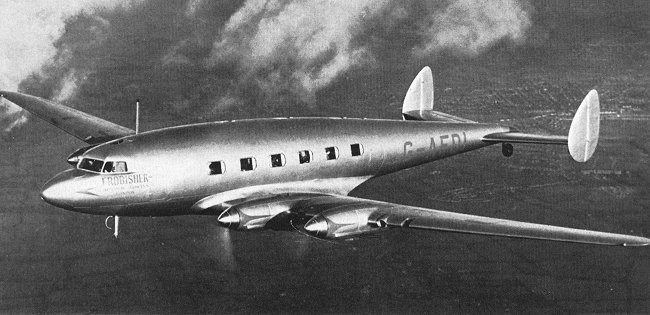
Trên mũi của " Frobisher " - một chiếc Albatross của hãng hàng không Imperial vào năm 1938.

Speedbird nguyên bản được thiết kế vào năm 1932 cho Imperial Airways bởi Theyre Lee-Elliott. Ban đầu nó được sử dụng trên áp phích quảng cáo và nhãn hành lý. Sau đó, nó được áp dụng cho phần mũi của máy bay của công ty và có thể được nhìn thấy vào năm 1938 trên những chiếc tàu bay hạng C cải tiến ngắn S.30 của công ty.

### BOAC

Speedbird trong logo BOAC ca. Năm 1965

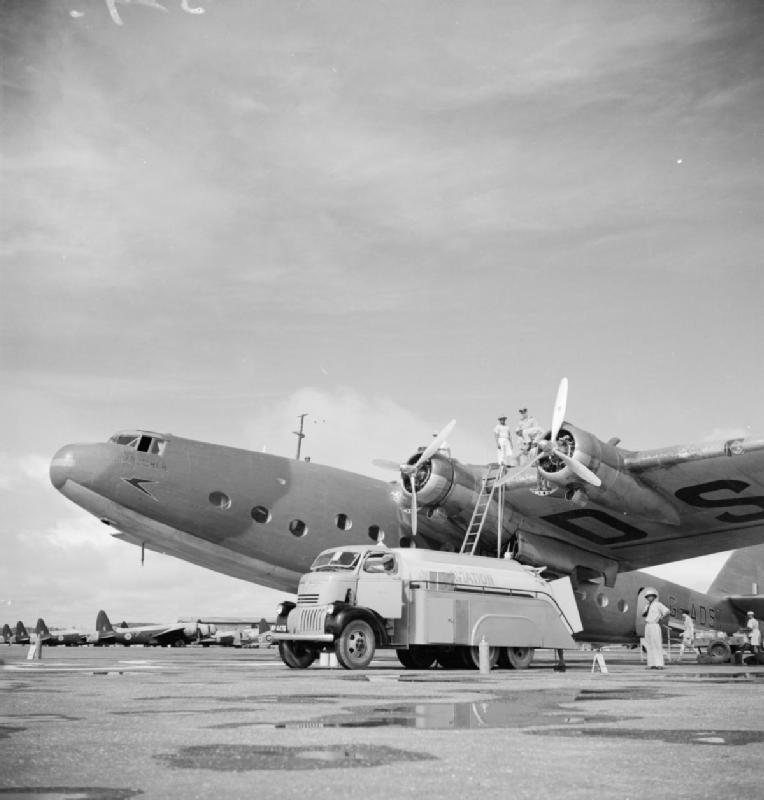
Trên mũi của BOAC Consign tiếp nhiên liệu ở Accra trong WW2.

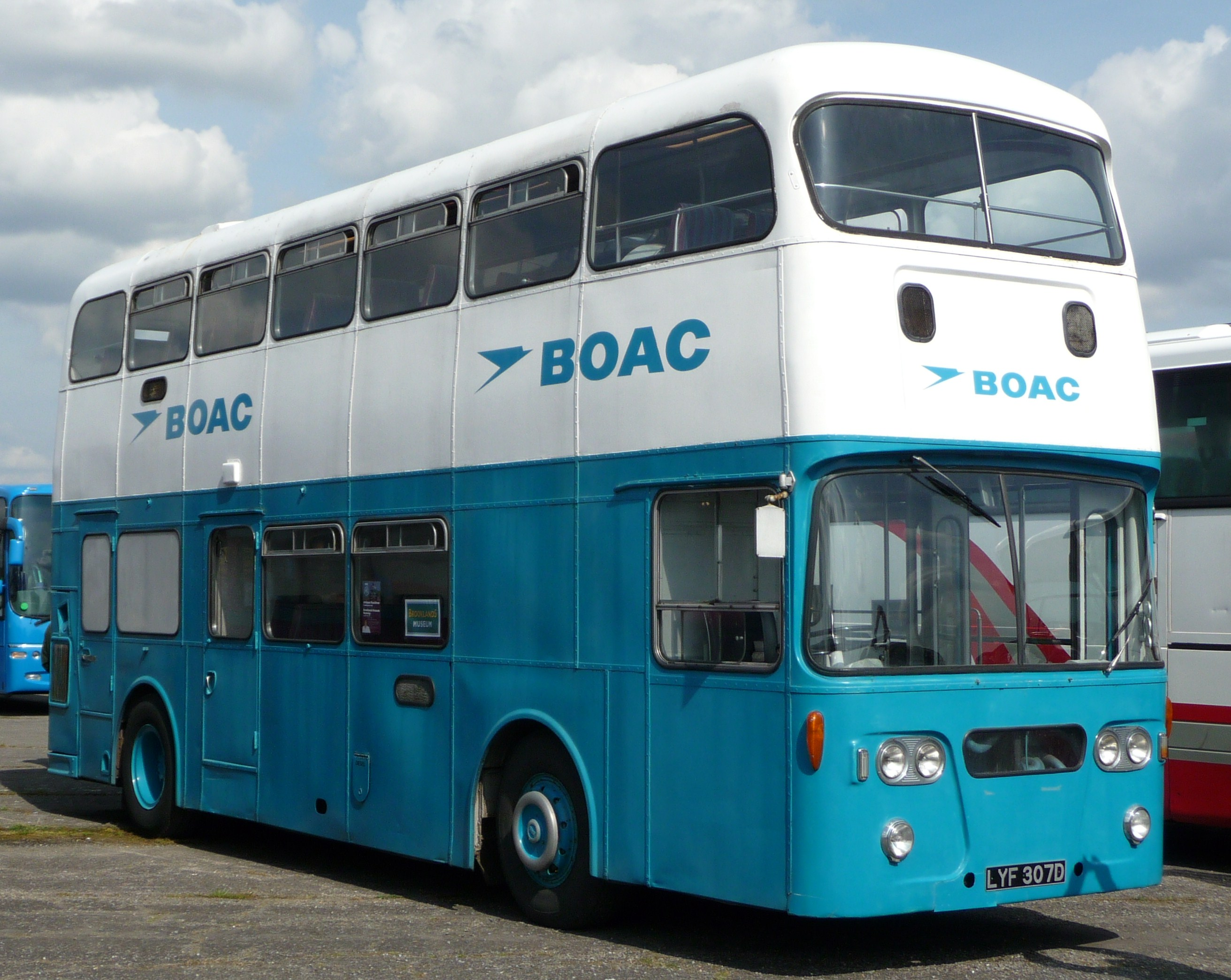
Speedbird trên xe buýt BOAC

Với việc tạo ra BOAC vào năm 1939, logo này vẫn được giữ lại, tiếp tục xuất hiện trên mũi máy bay trong suốt Thế chiến II mặc dù nó được ngụy trang theo phong cách quân đội đã thay thế cho kiểu cách cũ của hãng hàng không.
Từ năm 1950, BOAC đã tạo cho Speedbird sự nổi bật hơn trên máy bay khi sử dụng nó trên vây đuôi, màu xanh hải quân trên nền trắng hoặc ngược lại, và cũng sử dụng nó rộng rãi ở những nơi khác, như trên xe buýt sân bay.
Với sự ra đời của kiểm soát không lưu và thông qua các dấu hiệu cuộc gọi để xác định máy bay và nhà khai thác của họ, BOAC đã chọn tên của logo nổi tiếng hiện nay của họ, "Speedbird", làm dấu hiệu cuộc gọi của họ khi đang bay.
Vào giữa những năm 1960, thiết kế của Speedbird đã bị thay đổi một chút, với 'thân hình' mảnh khảnh hơn và 'cánh' lớn hơn, và trên đuôi màu vàng trên nền màu xanh hải quân. Ở những nơi khác, màu sắc được sử dụng cho nó chủ yếu là sự kết hợp giữa màu lục lam và màu trắng.

### British Airways

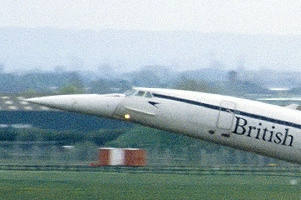
Logo Speedbird trên mũi của Concorde G-BOAD khi cất cánh

Năm 1974, BOAC được sáp nhập với British European Airlines và các hãng khác để thành lập British Airways. Logo speedbird được giữ lại không thay đổi, nhưng trở lại phần mũi của máy bay. Một thiết kế cờ Liên minh nổi bật hiện chiếm vị trí vây của máy bay.
Speedbird tồn tại thêm mười năm nữa, cuối cùng đã được nghỉ dùng vào năm 1984.